# 4-Гидроксиэстрон
4-Гидроксиэстрон — встречающийся в природе катехоловый эстроген и метаболит из эстрона и эстрадиола. Имеет эстрогенные свойства. Гораздо более долго живущий чем 2-гидроксиэстрон. Имеет канцерогенные свойства, так как является сильным электрофилом, из-за чего вызывает несколько видов повреждения ДНК, включая избыточное алкилирование ДНК — присоединение алкильной группы к ДНК и, как следствие, нарушении структуры ДНК и невозможности для клетки поделиться, осуществить митоз.
Повышенный уровень 4-гидроксиэстрона в моче, используется как один из маркеров рака груди, так как на молекулярном уровне нарушает функцию контрольной точки сборки веретена и препятствует работе лекарств, влияющих на функции микротрубочек.